# Ślinianka podjęzykowa

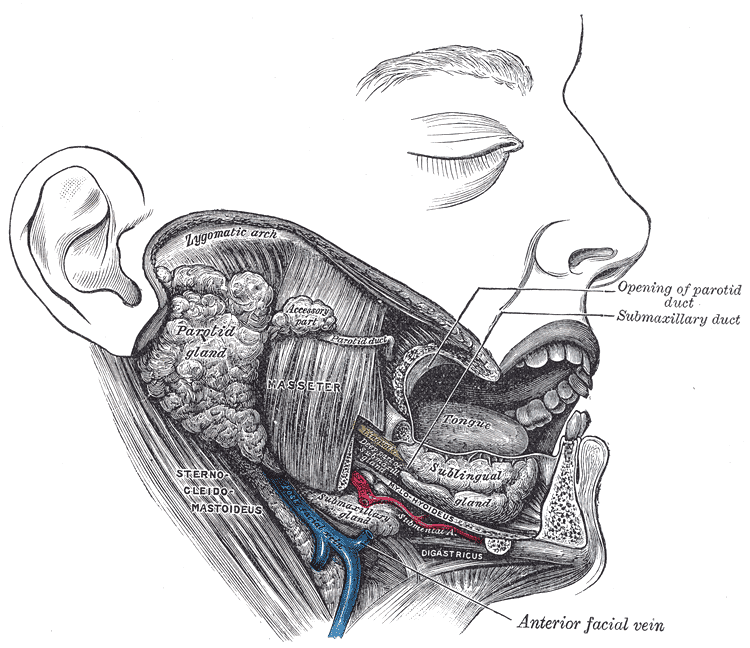
Twarzoczaszka - widok z boku. Ślinianka podjęzykowa widoczna pod językiem oznaczona jako Sublingual gland.

Ślinianka podjęzykowa (łac. glandula sublingualis) – jest najmniejszym i parzystym gruczołem wchodzącym w skład dużych gruczołów ślinowych. Jej waga waha się od 3 do 5 gramów. Ma wydłużony kształt w wymiarze przednio-tylnym. Jej długa oś  leży równolegle do trzonu żuchwy. Ślinianka podjęzykowa jest gruczołem mieszanym wydzielającym głównie ślinę śluzową i kleistą a w mniejszym stopniu rzadką ślinę surowiczą. 

## Topografia
Ślinianka podjęzykowa leży w dnie jamy ustnej na mięśniu żuchwowo-gnykowym, bezpośrednio pod błoną śluzową. Wytwarza tam swój fałd (łac. plica glandulae sublingualis) Nie posiada łącznotkankowej torebki a otoczona jest tylko luźną tkanką łączną. Od przodu przylega do trzonu żuchwy wytwarzając na niej niewielkie zagłębienie dołek podjęzykowy (łac. fovea sublingualis). Część przednia gruczołu to ślinianka podjęzykowa większa (łac. glandula sublingualis major). Stanowi ona zasadniczą część gruczołu. Ponadto w skład ślinianki wchodzą małe, odrębne gruczoły ślinowe w liczbie od 5 do 20: ślinianki podjęzykowe mniejsze (łac. glandulae sublinguales minores). Leżą one ku tyłowi i bocznie od zasadniczej części gruczołu. Mają one swoje przewody wyprowadzające. Wydzielają gęstą śluzową ślinę. Wewnętrzna powierzchnia ślinianki przylega od mięśnia bródkowo-językowego i mięśnia podłużnego dolnego języka. Między tymi mięśniami a gruczołem przebiega przewód Whartona i nerw językowy. Biegun tylny gruczołu styka się i często łączy z wyrostkiem górnym ślinianki podżuchwowej. Biegun przedni ślinianki dochodzi do kolca bródkowego żuchwy, gdzie łączy się z biegunem górnym przeciwległej ślinianki.

## Przewody ślinianki podjęzykowej
Ślinianki podjęzykowe mniejsze jak wspomniano posiadają własne przewody wyprowadzające zwane przewodami wyprowadzającymi mniejszymi Riviniego (łac. ductus sublinguales minores Rivini). Ślinianka podjęzykowa większa posiada swój własny przewód przewód podjęzykowy większy Bartholina (łac. ductus sublingualis major Bartholini), który często w połączeniu z przewodem Whartona uchodzi w dnie jamy ustnej na mięsku podjęzykowym.

## Naczynia i nerwy ślinianki podjęzykowej
Tętnice:
- tętnica podjęzykowa (←tętnica językowa)

Żyły ślinianki podjęzykowej wpadają do żyły językowej
Naczynia chłonne uchodzą do węzłów chłonnych podżuchwowych i dalej do węzłów chłonnych szyjnych głębokich
Nerwy
- nerw językowy (←struna bębenkowa)- unerwienie przywspółczulne (wydzielnicze) i czuciowe
- splot tętnicy językowej- unerwienie współczulne

## Piśmiennictwo
A. Bochenek, M. Reicher Anatomia człowieka. tom II. PZWL, Warszawa 1989. ISBN 83-200-1556-1

Przeczytaj ostrzeżenie dotyczące informacji medycznych i pokrewnych zamieszczonych w Wikipedii.